# Elecciones federales de Alemania de 1998
Las elecciones federales alemanas de 1998 se llevaron a cabo el domingo 27 de septiembre de 1998 para elegir a los miembros del Bundestag de Alemania.
La coalición entre la CDU/CSU y el FDP ya no consiguió la mayoría absoluta, por lo que Helmut Kohl no pudo repetir como presidente del Gobierno. Se formó un nuevo Gobierno dirigido por el SPD, en coalición con Los Verdes, con Gerhard Schröder (SPD), como nuevo presidente del Gobierno. Ésta fue la primera coalición rojiverde a nivel nacional.
Tras la investidura de Schröder, Helmut Kohl renunció a la presidencia de la CDU, de igual forma que los líderes de la CSU.

## Campaña
La elección federal de 1998 tuvo como telón de fondo el gran desempleo que afectaba a Alemania, la oficina federal del trabajo llegó a registrar a 4 millón de personas desempleadas. La economía alemana había disminuido su velocidad contundentemente desde la reunificación el 3 de octubre de 1990. Muchos votantes culpaban a la coalición gobernante de centro derecha compuesta por la alianza CDU/CSU y el Partido Demócrata Libre (FDP), por la peor crisis económica. Este tenía algo de cierto, pues el gobierno del canciller Helmut Kohl fue criticado por haber subestimado el coste económico de integrar a la ex Alemania Oriental comunista a la República Federal.

## Resultados
Los resultados fueron:
| Partido | Partido                                  | Lista de partido | Porcentaje de votos | Porcentaje de votos | Total de escaños | Total de escaños | Porcentaje de escaños |
| ------- | ---------------------------------------- | ---------------- | ------------------- | ------------------- | ---------------- | ---------------- | --------------------- |
|         | Partido Socialdemócrata (SPD)            | 20.181.269       | 40,9%               | +4,5%               | 295              | +43              | 44,5%                 |
|         | Alianza 90/Los Verdes                    | 3.301.624        | 6,7%                | -1,1%               | 47               | -2               | 7,0%                  |
|         | Unión Demócrata Cristiana (CDU)          | 14.004.908       | 28,4%               | -5,8%               | 198              | -46              | 29,6%                 |
|         | Unión Social Cristiana (CSU)             | 3.324.480        | 6,8%                | -0,6%               | 47               | -3               | 7,0%                  |
|         | Partido Democrático Liberal (FDP)        | 3.080.955        | 6,2%                | -0,2%               | 43               | -4               | 6,4%                  |
|         | Partido del Socialismo Democrático (PDS) | 2.515.454        | 5,1%                | +0,7%               | 36               | +6               | 5,4%                  |
|         | Otros partidos                           | 2.899.822        | 5,9%                |                     | 0                |                  | 0,0%                  |
|         | Votos nulos/en blanco                    | 638.575          | -                   | -                   | -                | -                | -                     |
| Totales | Totales                                  | 49.947.087       | 100,0%              |                     | 669              | -3               | 100,0%                |

## Post-elección
La coalición entre la CDU/CSU y el FDP ya no consiguió la mayoría así que se formó un nuevo gobierno dirigido por la coalición entre el SPD y Los Verdes, con Gerhard Schröder del SPD, antes primer ministro de Baja Sajonia, como canciller de Alemania. Ésta fue la primera coalición rojiverde a nivel federal.
Tras la elección Helmut Kohl renunció a la presidencia de la CDU, de igual forma que los líderes de la CSU.